# 보리스 코조
보리스 코조(Boris Kodjoe, 1973년 3월 8일 ~ )는 오스트리아 태생의 독일 배우이다. 가나계 아버지와 유대계 독일인 어머니 사이에서 태어나, 독일 프라이부르크에서 자랐다.

## 출연 작품
- 페르디난드 (2017)
- 애딕티드 (2014)
- 웨딩 플라이트 (2013)
- 너스 3D (2012)
- 레지던트 이블 5 : 최후의 심판 3D (2012)
- 더 컨피던트 (2010)
- 언더커버스 (2010)
- 레지던트 이블 4: 끝나지 않은 전쟁 3D (2010)
- 써로게이트 (2009)
- 스타쉽 트루퍼스 3 (2008)
- 앨리스 업사이드 다운 (2007)
- 마디아 가족의 재결합 (2006)
- 가스펠 (2005)
- 감옥 (2004)
- 스트리트 타임 (2002)
- 브라운 슈가 (2002)
- 러브 앤 베스킷볼 (2000)